# Все мы смертны. Что для нас дорого в самом конце и чем тут может помочь медицина
Все мы смертны. Что для нас дорого в самом конце и чем тут может помочь медицина (англ. Being Mortal: Medicine and What Matters in the End) ― научно-популярная книга американского хирурга Атула Гаванде, выпущенная в 2014 году. Книга адресована тем, кто ухаживает за смертельно больными пациентами. В книге рассказывается о хосписной помощи, а также содержит размышления Гаванде и личные истории. «Все мы смертны» завоевала различные награды, фигурировал в списках лучших книг.

## Содержание
Все мы смертны ― это размышление о том, как людям лучше жить с возрастной немощью, серьезными заболеваниями и приближающейся смертью. Гаванде призывает к изменению подхода медицинских работников к пациентам, приближающимся к концу жизни. Гаванде делится личными историями о переживаниях своих пациентов и своих родственников, о реалиях старости, которые включают сломанные бедра и слабоумие, дорогостоящую гериатрическую помощь, а также одиночество и потерю независимости.
В начале книги Гаванде исследует различные условия жизни пожилых людей, включая такие, как дома для престарелых, семьи из нескольких поколений и дома престарелых. Он исследует личные истории, а также рассказы своих коллег-врачей, таких как Керен Браун Уилсон, создательница концепции вспомогательного жилья. Размышляет над историями о людях, имеющих дело с возрастной немощью, серьезными заболеваниями и смертью, а также над собственной борьбой со смертностью. Гаванде подчеркивает, что людям, находящимся на грани смерти, должна быть предоставлена возможность жить осмысленной жизнью и при этом иметь цель.
В последней части книги Гаванде переходит к медицинской помощи в конце жизни и упоминает такие практики, как эвтаназия с помощью врача. Он утверждает, что хоспис ― самая гуманная модель ухода.

## Награды
Книга «Все мы смертны» выиграла приз «Выбор председателя Совета Британской медицинской ассоциации», главный приз на церемонии вручения наград BMA Medical Book Awards и выиграла премию «Книги Национального общества рассеянного склероза для лучшей жизни».

## Телевизионный документальный фильм
О книге «Все мы смертны» рассказывается в документальном фильме «PBS Frontline», вышедшей в эфир в феврале 2014 года. Режиссер фильма ― Томас Дженнингс.  Соавтором сценария и ведущим фильма был Гаванде.

## Издание в России
В России книга была переведена на русский язык и опубликована 19 октября 2018 года.